# ایپسویچ، استرالیا
ایپسویچ یک منطقه بزرگ شهری در جنوب شرق کوئینزلند استرالیا است که در جنوب غرب کلانشهر بریزبن قرار دارد. این شهر در حدود ۴۰ کیلومتر (۲۵ مایل) غرب بریزبن واقع شده است. جمعیت ناحیه ایپسویچ ۱۹۰٫۰۰۰ است (پیش‌بینی افزایش تا ۴۳۵٬۰۰۰ تا ۲۰۳۱ شده است). این شهر برای معماری، میراث طبیعی و فرهنگی مشهور است. ایپسوییچ بیش از ۶۰۰۰ اثر ثبت شده و بیش از ۵۰۰ پارک دارد.
سکونت در ایپسویچ در دهه ۱۸۲۰ برای معدنکاری رونق گرفت.

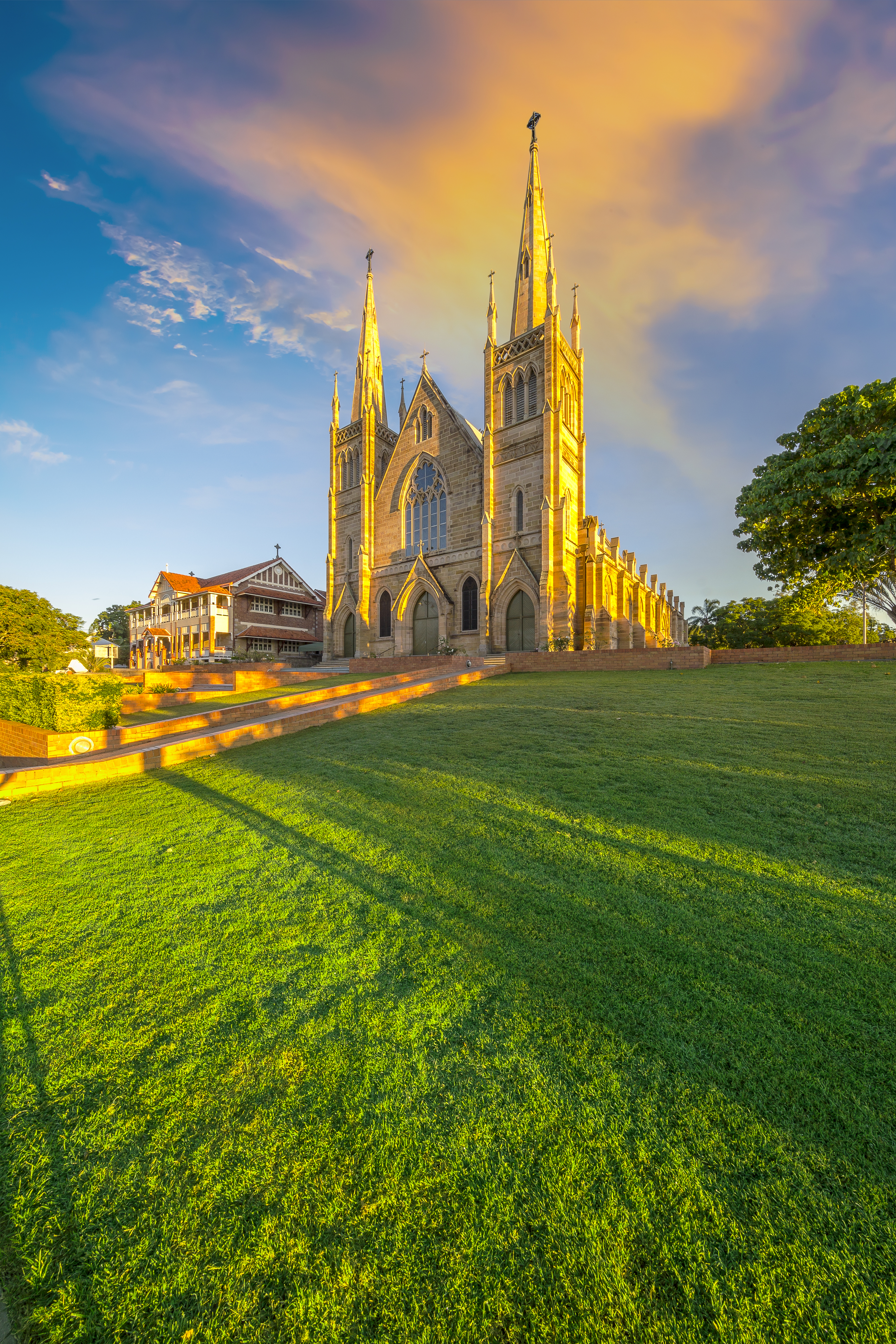
کلیسای جامع سنت ماری ایپسوییچ

## آب و هوا
ایپسوییچ آب و هوای نیمه گرمسیری و مرطوب (Köppen آب و هوا طبقه‌بندی Cfa) با تابستانهای گرم و مرطوب و زمستان‌های معتدل با شبهای سرد دارد.

## اقتصاد
ایپسوییچ یک مرکز مهم معدنی به ویژه معدن زغال‌سنگ است و این شهر، مرکز معدنکاری در کوئینزلند به حساب می‌آید.

## مسکن

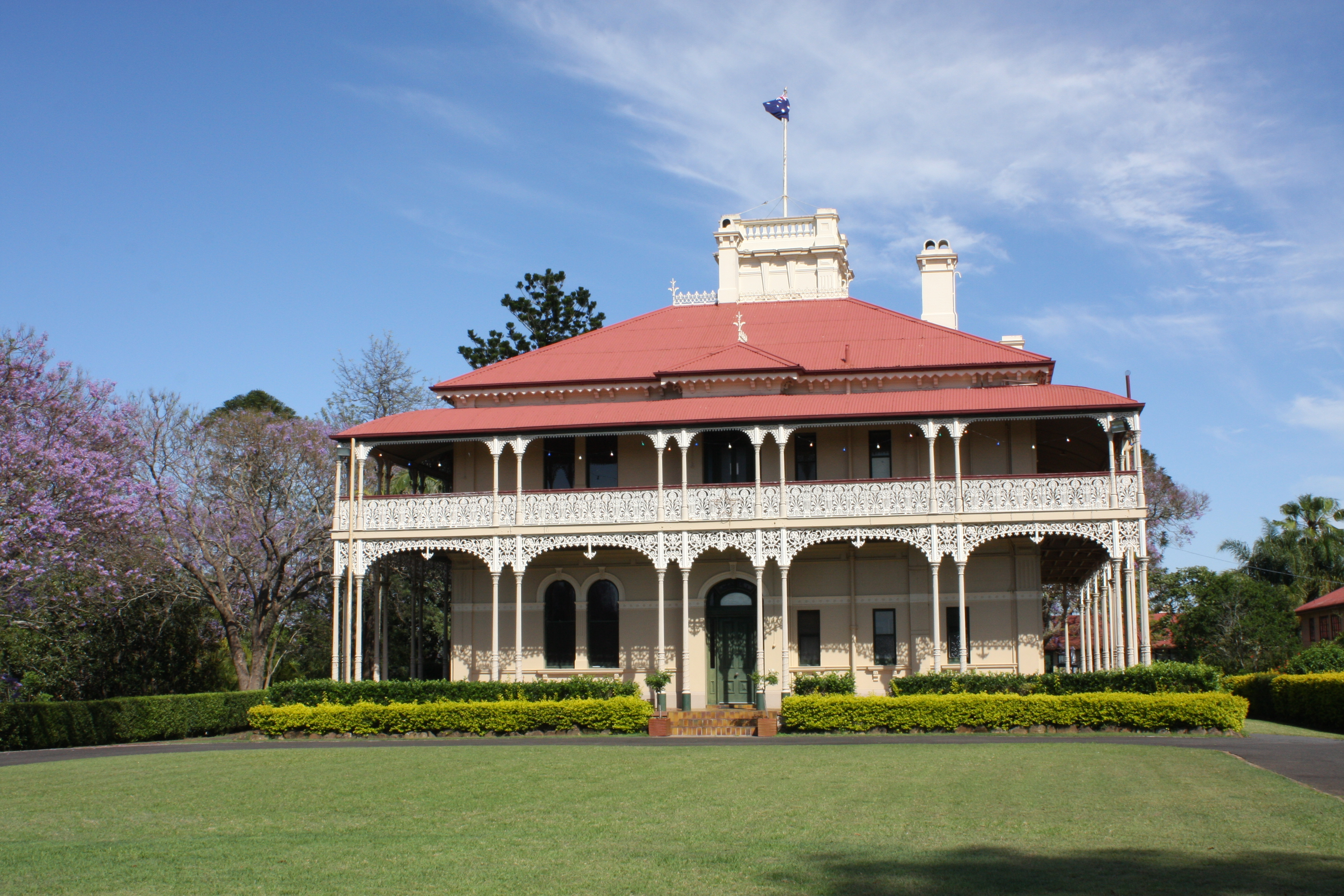
عمارتی قدیمی در جنگل‌های ماربورگ.

ایپسویچ مجموعه بسیار غنی از خانه‌های تاریخی دارد.